# Goniophyto bryani
Goniophyto bryani är en tvåvingeart som beskrevs av Guilherme A.M.Lopes 1938. Goniophyto bryani ingår i släktet Goniophyto och familjen köttflugor. Inga underarter finns listade i Catalogue of Life.